# Acropyga dubia
Acropyga dubia é uma espécie de formiga do gênero Acropyga, pertencente à subfamília Formicinae.